# كعب بن ربيعة العامري
كعب بن ربيعة العامري هو شخصية عربية من العصر الجاهلي، وهو كعب بن ربيعة بن عامر بن صعصعة بن معاوية بن بكر بن هوازن بن منصور بن عكرمة بن خصفة القيسي المضري. يُعتبر كعب بن ربيعة العامري الجد المؤسس لقبيلة بنو كعب او الكعبي، التي تنتشر في غرب الخليج العربي (عربستان) وشمال المغرب العربي (تونس)، وشرق جزيرة العرب (عمان)، وأصوله من منطقة الفلج الواقعة في جنوب نجد. وله ستة أبناء هم: عقيل، وقشير، وجعدة، والحريش، وعبدالله، وحبيب.